# HMS Dunedin (D93)
HMS Dunedin (D93) là một tàu tuần dương hạng nhẹ thuộc lớp Danae của Hải quân Hoàng gia Anh Quốc. Nó được đặt lườn tại xưởng đóng tàu của hãng Armstrong Whitworth ở Newcastle-on-Tyne vào ngày 5 tháng 11 năm 1917, được hạ thủy vào ngày 19 tháng 11 năm 1918 và được đưa ra hoạt động vào ngày 13 tháng 9 năm 1919. Nó là chiếc tàu chiến duy nhất của Hải quân Hoàng gia Anh mang cái tên Dunedin.
Vào năm 1931, trong thành phần một lực lượng đặc nhiệm bao gồm HMS Veronica và HMS Diomede, nó đã trợ giúp cho thị trấn Napier, New Zealand sau khi một cơn động đất mạnh đã tàn phá thị trấn này, cung cấp nhân viên y tế, thiết bị, bảo vệ và cứu hỏa.
Vào đầu Chiến tranh Thế giới thứ hai, HMS Dunedin tham gia vào việc săn đuổi các tàu chiến-tuần dương Đức Scharnhorst và Gneisenau sau vụ đánh chìm chiếc tàu buôn tuần dương vũ trang HMS Rawalpindi.
Vào đầu năm 1940, Dunedin hoạt động trong vùng biển Caribbe, nơi nó ngăn chặn chiếc tàu buôn Đức Heidelberg về phía Tây eo biển Windward. Tuy nhiên thủy thủ đoàn của chiếc Heidelberg đã tự đánh đắm con tàu trước khi Dunedin có thể chiếm giữ nó. Vài ngày sau đó, cùng với tàu khu trục Canada HMCS Assiniboine, Dunedin ngăn chặn và chiếm giữ tàu buôn Đức Hannover gần Jamaica, vốn sau này trở thành chiếc tàu sân bay hộ tống đầu tiên của Anh Quốc HMS Audacity. Từ tháng 7 đến tháng 11, nó cùng với HMS Trinidad duy trì việc phong tỏa ngoài khơi Martinique nhằm ngăn chặn ba tàu chiến Pháp, trong đó có chiếc tàu sân bay Pháp Bearn.
Vào ngày 15 tháng 6 năm 1941, HMS Dunedin chiếm giữ chiếc tàu chở dầu Đức Lothringen và thu được một số máy mật mã Enigma thuộc loại tối mật mà nó mang theo. Hải quân Hoàng gia Anh tái sử dụng chiếc Lothringen như là tàu chở dầu hạm đội Empire Salvage. Dunedin còn tiếp tục chiếm giữ được ba tàu thuộc phe Vichy Pháp: chiếc Ville de Rouen ngoài khơi Natal, tàu buôn Ville de Tamatave phía Đông bãi đá St. Paul, và cuối cùng là chiếc D'Entrecasteaux.
HMS Dunedin vẫn đang tiếp tục di chuyển tại khu vực Trung tâm Đại Tây Dương, về phía Đông bãi đá St. Paul ở phía Tây Bắc Recife thuộc Brasil, khi vào lúc 15 giờ 26 phút ngày 24 tháng 11 năm 1941, nó bị hai ngư lôi phóng từ tàu ngầm Đức U-124 đánh chìm. Chỉ có bốn sĩ quan và 63 thủy thủ sống sót trong tổng số thủy thủ đoàn của Dunedin gồm 486 người.